# Девета Шуменска въстаническа оперативна зона
Девета Шуменска въстаническа оперативна зона е териториална и организациона структура на т. нар. Народоосвободителна въстаническа армия (НОВА) по време на комунистическото съпротивително движение в България през Втората световна война (1941 – 1944).
Девета Шуменска въстаническа оперативна зона на НОВА е създадена на 24 август 1943 г. по време на нелегална разширена среща на шуменското окръжно ръководство на БРП (к). Обхваща района на Шуменската организация на БРП (К). Обособени са 4 района: Омуртагски, Поповски, Търговищки и Шуменски.
По указание на ЦК на БРП (к) и Главния щаб на НОВА е сформиран щабът на зоната:
- Комендант (командир) на въстаническата зона – Груди Атанасов[3]
- Началник-щаб – Иван Маринов
- Политкомисар – Тодор Петков
- Сътрудник на щаба – Кирил Видински и Пенчо Кубадински

В зоната действат четири партизански отряда и бойни групи:
- Партизански отряд „Август Попов“
- Омуртагски партизански отряд
- Поповски партизански отряд
- Търговищки партизански отряд[4]